# Древневаллийский язык
Древневалли́йский язы́к (валл. Hen Gymraeg) — период в истории валлийского языка с 800 годов н.э. до начала XII века, когда он перешел в средневаллийский. Предыдущий период истории языка, когда валлийский отделился от бриттского языка (англ. en:British language (Celtic)), называется «Примитивный валлийский» .
Многие стихотворные произведения и проза того периода сохранились в рукописях более позднего периода. Примером этого служит Y Gododdin — поэма, дошедшая до нас в средневековой рукописи, датируемой второй половиной XIII века, частично состоящая из записей на средневаллийском и частично на древневаллийском. Старейшая надпись на древневаллийском, находящаяся на могильном камне в церкви города Тэвин (курорт близ Гуинета, Уэльс), датируется началом VIII века. Surexit Memorandum, текст из Книги святого Чада (англ. en:Lichfield Gospels), предположительно был написан в конце VIII или IX века, но возможно это копия более древнего текста VI или VII веков.
Древневаллийский язык понятен носителю современного валлийского только при наличии существенных примечаний.

## Древневаллийские тексты

### Surexit Memorandum

#### Оригинальный текст
tutbulc filius liuit hagener tutri dierchi tir telih haioid ilau elcu filius gelhig haluidt iuguret amgucant pel amtanndi ho diued diprotant gener tutri o guir imguodant ir degion guragon tagc rodesit elcu guetig equs tres uache, tres uache  nouidligi namin ir ni be cas igridu dimedichat guetig hit did braut grefiat guetig nis minn tutbulc hai cenetl in ois oisau

#### Перевод
- Английский: «Tudfwlch son of Llywyd and son-in-law of Tudri arose to claim the land of Telych, which was in the hand of Elgu son of Gelli and the tribe of Idwared. They disputed long about it; in the end they disjudge Tudri’s son-in-law by law. The goodmen said to each other 'Let us make peace'. Elgu gave afterwards a horse, three cows, three cows newly calved, in order that there might not be hatred between them from the ruling afterwards till the Day of Judgement. Tudfwlch and his kin will not want it for ever and ever».
- Русский: «У Тидвулха, сына Лливида и зятя Тидри, возникли претензии на землю Телиха, которая была в управлении Элги, сына Гелли колена Идвареда. Они долго спорили об этом; в конце концов они по закону засудили зятя Тидри. Главы семей сказали друг другу: „Да будет мир“. Элги отдал лошадь, три коровы и три недавно отелившиеся коровы для того чтобы не было ненависти между ними с сего момента до Судного Дня. Тидвулх и его родственники отказались от своих претензий во веки веков».

#### Особенности
- Текст показывает некоторые ранние варианты использования латинского алфавита для передачи фонологии древневаллийского языка. На данном этапе двойная «l» (liuit > Llywyd) для передачи латерально-фрикативного /ɬ/ и двойная «d» для передачи /ð/ (did > dydd) ещё не используются. Латинская «u» используется для передачи /y/, /ʊ/ и /v/, которые в средневаллийском стали заменяться на u, w и f, v.
- Мутации согласных, одна из главных особенностей всех островных кельтских языков, на данный момент ещё не отображаются орфографически.

| Древневаллийский | Современный валлийский | Английский        | Русский              |
| ---------------- | ---------------------- | ----------------- | -------------------- |
| tir              | tir                    | land              | страна               |
| lau              | llaw                   | hand              | рука, власть         |
| diued            | diwedd                 | end               | конец                |
| ir               | yr, y                  | the               | определённый артикль |
| nouid            | newydd                 | new               | новый                |
| guetig           | gwedy                  | after             | после                |
| cas              | cas                    | hatred            | ненависть            |
| hit              | hyd                    | until             | до                   |
| did              | dydd                   | day               | день                 |
| braut            | brawd                  | judgement         | судебный, судный     |
| in ois oisou     | yn oes oesoedd         | for ever and ever | во веки веков        |